# 埃雷拉德皮苏埃尔加
埃雷拉德皮苏埃尔加，是西班牙卡斯蒂利亚-莱昂帕伦西亚省的一个市镇。 总面积99平方公里，总人口2506人（2001年），人口密度25人/平方公里。